# Armari de les Set Claus
L'Armari de les Set Claus, anomenat oficialment Arxiu de les Set Claus, és un fons documental del Principat d'Andorra anomenat així per trobar-se ubicat en un armari que s'obre amb set claus dels cònsols de les set parròquies d'Andorra. Es troba a la Casa de la Vall on es reuneix el Consell General d'Andorra.
El fons documental està format per documents des del segle xiv, com una súplica de Miquel Moles i Pere Bonit, síndics de les valls d'Andorra, a les Corts Generals de la Corona d'Aragó per poder importar mercaderies del Principat de Catalunya; rendes episcopals; actes notarials; escrits del Consell, etc.
També es coneix com a Armari de les Sis Claus perquè històricament només tenia sis panys corresponents a les sis parròquies històriques d'Andorra. El setè pany es va afegir el 1978 amb la incorporació d'Escaldes-Engordany com a setena parròquia.